# NEC
NEC (tiếng Nhật: 日本電気株式会社, Nippon Denki Kabushiki Gaisha TYO: 6701 , NASDAQ: NIPNY) (NEC là viết tắt của tên giao dịch bằng tiếng Anh trước đây của công ty là Nippon Electric Company) là một công ty đa quốc gia của Nhật Bản có trụ sở tại Tokyo. NEC là một công ty con của tập đoàn Sumitomo, chuyên cung cấp sản phẩm và dịch vụ công nghệ thông tin, và giải pháp mạng cho các công ty kinh doanh, nhà cung cấp dịch vụ viễn thông và chính phủ, cũng như cung cấp các sản phẩm điện tử viễn thông.
Công ty này từng được biết đến với cái tên Nippon Electric Company, Limited, trước khi được đổi tên năm 1983. Tại Nhật Bản, NEC vẫn được biết đến với cái tên đầy đủ của nó. Với tư cách là nhà sản xuất chip, NEC là một trong 20 nhà sản xuất chất bán dẫn lớn nhất thế giới.
Công ty con chủ yếu của NEC bao gồm:
- NEC Corporation của Mỹ
- NEC Solutions of America Inc.